# Elecciones generales de Barbados de 2018
Las elecciones generales de Barbados de 2018 tuvieron lugar el 24 de mayo del mencionado año con el objetivo de configurar el Parlamento del país caribeño para el período 2018-2023. Fueron renovados los 30 escaños de la Cámara de la Asamblea, sobre la base de cuya mayoría fueron designados posteriormente los 21 miembros del Senado. Se convocaron tras la disolución constitucional del Parlamento anterior el 5 de mayo de 2018, después de cinco años de mandato. La nominación de candidatos tuvo lugar el 7 de mayo, dando como resultado un período de campaña de dieciséis días. Fueron las decimoquintas elecciones generales celebradas en Barbados desde la instauración del sufragio universal, y las duodécimas desde la independencia del país. El Parlamento electo inició sus funciones el 5 de junio de 2018.
El gobierno del Partido Democrático Laborista (DLP), dirigido por el primer ministro Freundel Stuart, llegó a las elecciones con su popularidad drásticamente afectada por los desaciertos económicos de su gestión durante los diez años que llevaba en el poder, principalmente atribuidos a la crisis financiera global. El opositor Partido Laborista de Barbados (BLP) fue liderado en las elecciones por la abogada Mia Amor Mottley, que había sido la primera mujer en ocupar el cargo de fiscal general de Barbados y ocupaba el liderazgo de la oposición parlamentaria durante el mandato anterior después de reemplazar al ex primer ministro Owen Arthur, quien hubiera conducido el partido durante veinte años. Mottley hizo campaña criticando los impuestos altos y el declive del nivel de vida bajo el gobierno del DLP, y prometió numerosas mejoras de infraestructura si resultaba electa.
En lo que algunos comentaristas locales denominaron «Mia-manía» o «limpieza roja» (Red Washed), el resultado fue un triunfo rotundo para el BLP, que logró imponerse en las treinta circunscripciones con mayoría absoluta de votos y obtener, por lo tanto, la totalidad de los escaños parlamentarios, resultando Mottley de este modo elegida primera ministra y convirtiéndose en la primera mujer en ocupar la jefatura de gobierno de la nación caribeña. En contraste, el DLP salió del poder con la mayor derrota electoral para un gobierno barbadense en ejercicio y, paralelamente, se vio fuera del Parlamento por primera vez desde su fundación en 1955. El propio Stuart fue derrotado y recibió apenas un poco más de un cuarto del voto popular en su circunscripción, situación inédita para un primer ministro en ejercicio. El BLP obtuvo 111.968 sufragios absolutos que representaron el 72,83% del voto popular, hecho que constituyó la primera ocasión en la historia electoral barbadense en la que un partido político lograba más de 100.000 votos, y superó por más de cincuenta puntos al DLP, que recibió solamente el 22,10% del voto válido, lo que implicó una pérdida mayor a la mitad de lo obtenido en los anteriores comicios. Los votos en blanco o anulados alcanzaron el 0,30% del total emitido, y la participación fue del 60,27% del electorado registrado.
Constatada la magnitud de la victoria de su partido, Mottley prestó juramento como primera ministra tan pronto como el día posterior a los comicios, el 25 de mayo de 2018. Stuart dimitió como líder del DLP a raíz de la derrota y fue sucedido por Verla De Peiza en una votación sin oposición. El monopolio parlamentario del BLP dejó a las fuerzas no gubernamentales sin representación, ya que la constitución barbadense preveía que el líder de la Oposición sería un miembro de la Cámara de la Asamblea que designaría, a su vez, a dos miembros del Senado. Sin embargo, esta situación solo duró una semana. El 31 de mayo, descontento por su «exclusión» en la formación del gobierno, el parlamentario por St. Michael West y miembro de larga trayectoria del BLP, Joseph Atherley, renunció al partido y se declaró independiente el día de la inauguración del Parlamento, asumiendo como líder de la Oposición y designando a Crystal Drakes y Caswell Franklyn como senadores de la minoría. Un año más tarde, Atherley, Drakes y Franklyn establecieron el Partido del Pueblo por la Democracia y el Desarrollo (PdP), que ocupó la posición de principal partido opositor del país.

## Antecedentes
Las elecciones de 2013 vieron al Partido Democrático Laborista triunfar por segunda vez con el 51,30% de los votos y 16 escaños, apenas suficientes para lograr la mayoría absoluta y reelegir a Freundel Stuart como primer ministro. Owen Arthur, líder del Partido Laborista de Barbados desde 1993 y primer ministro entre 1994 y 2008, dimitió como líder de la Oposición, siendo sucedido por segunda vez por Mia Mottley. Las siguientes elecciones fueron precedidas por una lenta recuperación económica luego de la crisis sufrida tras la debacle financiera global de 2008. En paralelo, Stuart buscó iniciar un consenso para declarar a Barbados una república parlamentaria, cortando los últimos lazos con la monarquía británica, de cara al quincuagésimo aniversario de la independencia nacional. Sin embargo, esto finalmente no lograría cumplirse hasta finales de 2020. El gobierno de Stuart era en gran medida impopular y se percibía que, tras la renovación partidaria encabezada por Mottley, el BLP tenía amplias probabilidades de volver al poder después de diez años en la oposición.

## Sistema electoral
Desde su independencia en 1966, Barbados es una monarquía parlamentaria perteneciente a la Mancomunidad de Naciones, por lo que conserva nominalmente a la reina Isabel II del Reino Unido como jefa de estado pero con total autonomía en sus asuntos internos, con las funciones ceremoniales del monarca británico mayormente delegadas en un gobernador general. El primer ministro es el jefe de gobierno, responsable del poder ejecutivo, y es designado por el monarca, pero es responsable ante el Parlamento y gozar de su confianza para ejercer y mantener el cargo.
El Parlamento de Barbados es bicameral y está compuesto por la Cámara de la Asamblea elegida directamente y el Senado designado en base al resultado electoral. Los 30 escaños de la Cámara de la Asamblea son elegidos por medio de voto popular, directo y secreto a través del sistema de escrutinio mayoritario uninominal, con el país dividido en treinta circunscripciones representadas cada una por un parlamentario. El partido o coalición que logre una mayoría de escaños forma gobierno con el miembro que lidere la formación asumiendo como primer ministro. Por otro lado, el miembro de la Cámara de la Asamblea que encabece el partido no perteneciente al gobierno con más escaños asumirá como líder de la Oposición. En base al resultado electoral, los 21 miembros del Senado son nombrados por el gobernador general en representación del monarca en los 90 días posteriores a las elecciones generales. Debe designar 12 siguiendo el consejo del primer ministro, 2 siguiendo el consejo del líder de la Oposición, y los 7 restantes a su total discreción, recayendo estos por lo general en figuras destacadas del ámbito social o artístico del país.
Todos los habitantes de Barbados mayores de dieciocho años que tengan la ciudadanía barbadense o la de cualquier estado miembro de la Mancomunidad de Naciones viviendo en el país durante los tres años previos a la elección y con residencia permanente en una circunscripción particular por al menos tres meses gozarán del derecho a voto, con la excepción de que estén encarcelados, condenados a muerte o declarados mentalmente insanos. Los requisitos para poder presentar una candidatura, por otro lado, son ser mayor de veintiún años y tener siete años de residencia continua que no deban lealtad a un estado extranjero, no tener una condena por delito grave ni por un delito que implique deshonestidad o fraude electoral, ni tener quiebras no liquidadas. Quienes cumplan estos requisitos deberán presentar una nominación por parte de cuatro electores de la circunscripción que desean disputar y un depósito de 125US$. Los candidatos que obtengan al menos un sexto del voto popular (16,67%) verán este depósito reembolsado, mientras que los que no alcancen esta cantidad perderán su depósito y este será entregado al estado.
La duración máxima del mandato parlamentario es de cinco años. Llegado el quinto aniversario de su primera sesión, el Parlamento quedará disuelto y se convocará a elecciones generales. Sin embargo, el gobernador general en representación del monarca puede disolver anticipadamente el Parlamento por consejo del primer ministro. En el caso de las elecciones de 2018, el mandato parlamentario se cumplió en su totalidad y la legislatura elegida en 2013 llegó a su fin el 5 de mayo de 2018. La fecha electoral ya había sido previamente anticipada para el 24 de mayo por el primer ministro Freundel Stuart el 26 de abril. Los comicios se realizaron bajo la ley electoral del 1 de junio de 1971 con las modificaciones realizadas el 1 de septiembre de 1990.

## Desarrollos políticos

### Partido Democrático Laborista
El oficialista Partido Democrático Laborista había ganado las elecciones de 2008 y de 2013, las primeras bajo el liderazgo de David Thompson (que falleció víctima de un cáncer de páncreas en 2010) y las segundas bajo el de Freundel Stuart. El partido asumió el gobierno en enero de 2008, apenas al comienzo del estallido de la crisis financiera global. Por eso, la década del DLP en el poder se caracterizó por estar signada por la crisis, aunque la economía del país manifestó signos de recuperación durante los últimos meses antes de las elecciones. Stuart buscaría un tercer mandato en el cargo. Junto con el BLP, el DLP fue uno de los dos únicos partidos políticos que presentó candidatos en todos los escaños.

### Partido Laborista de Barbados

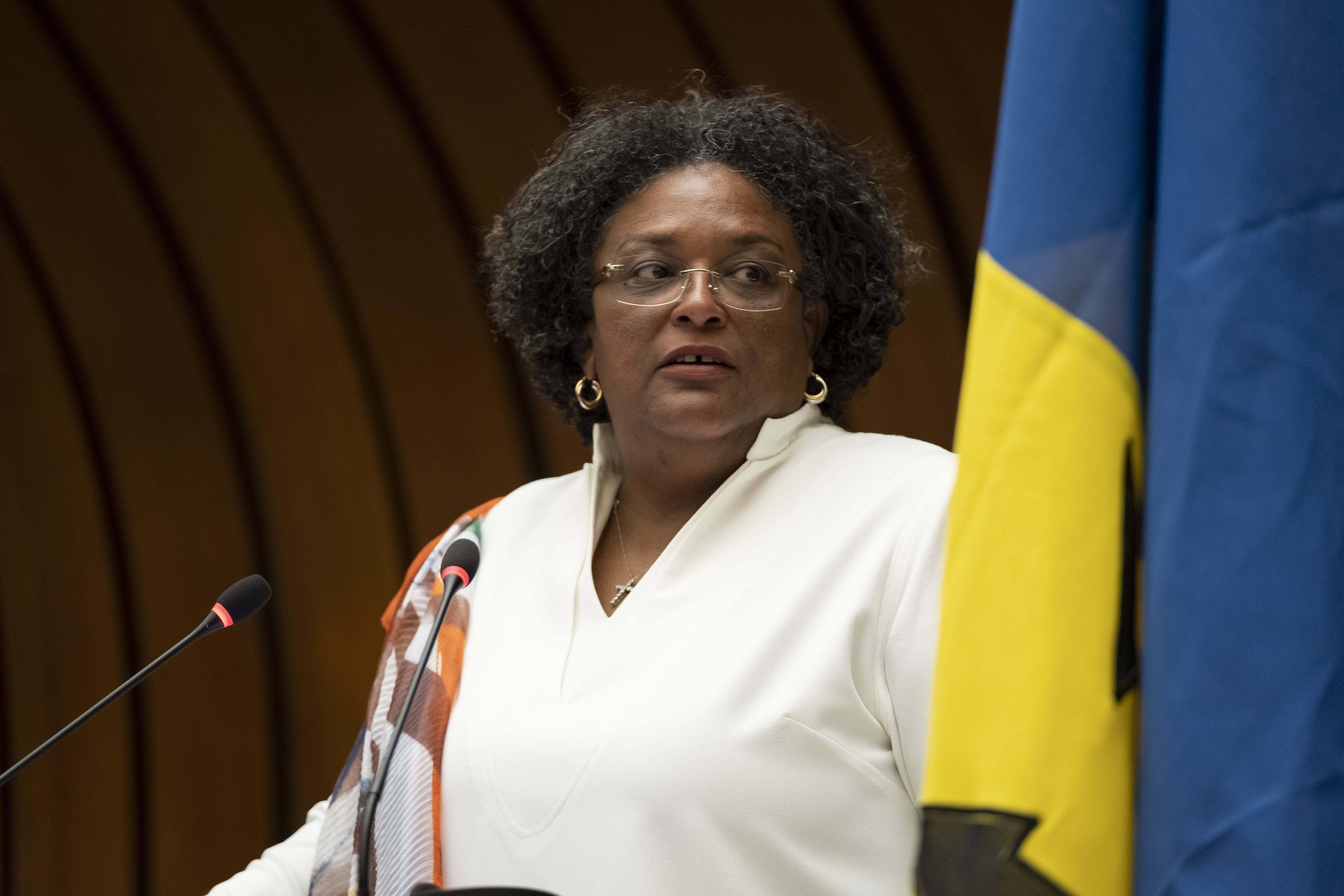
Mia Mottley, del BLP, se convirtió en la primera mujer barbadense en encabezar un partido importante en una elección general.

El Partido Laborista de Barbados, principal partido de la oposición, había obtenido el 48,22% de los votos y 14 escaños en las anteriores elecciones, últimas disputadas bajo el liderazgo de Owen Arthur, quien había presidido la formación desde 1993 y ejercido como primer ministro entre 1994 y 2008. Arthur había renunciado al liderazgo del partido después de su derrota electoral en 2008, siendo sucedido por la abogada Mia Mottley, la primera mujer en ejercer como fiscal general de Barbados, que se convirtió en la primera mujer en liderar un partido político importante. Sin embargo, Arthur retornó a la presidencia del partido unos años después tras vencer en una elección interna, luego de que cuatro parlamentarios solicitaran su regreso debido a su descontento con el liderazgo de Mottley. Tras una segunda derrota electoral por estrecho margen, Arthur anunció nuevamente su renuncia y el partido celebró una nueva elección interna, en la que Mottley reasumió el cargo de líder del partido y líder de la Oposición a nivel nacional.
Los desacuerdos internos del sector favorable a Arthur con el de Mottley condujeron a que el ex primer ministro abandonara el partido el 25 de julio de 2014, alegando sus desavenencias con la conducción en ejercicio. Arthur completó el resto de su mandato parlamentario como independiente y no se presentó a la reelección, muriendo el 27 de julio de 2020. Una nueva deserción destacada para el BLP, fuera del Parlamento, se produjo en febrero de 2016 cuando la exministra Lynette Eastmond fundó el Partido Progresista Unido (UPP), al que adhirió la parlamentaria Maria Agard, de la circunscripción de Christ Church West. A pesar de esto, la popularidad personal de Mottley era muy elevada y contribuyó a que el partido concurriera fortalecido a los comicios.
Se trató de la primera elección en la que una mujer concurriría como candidata a primera ministra de uno de los dos principales partidos políticos, así como los primeros comicios desde 1991 en los cuales el BLP no se vio liderado por Arthur, quien se retiró como el líder laborista con mayor cantidad de elecciones disputadas.

### Otras formaciones políticas
Debido al férreo bipartidismo vigente en la política de Barbados, las expectativas de los terceros partidos siempre fueron muy reducidas. Sin embargo, las elecciones de 2018 se caracterizaron por una cantidad inusualmente alta de candidaturas alternativas, al punto de que en veintinueve de las treinta circunscripciones hubo postulantes ajenos al bipartidismo. La formación de reciente creación Soluciones para Barbados (Solutions Barbados o SB), se estableció bajo el liderazgo de Grenville Phillips II y anunció que presentaría veintiséis candidatos, pero finalmente presentó veintiocho, dejando solamente las circunscripciones de St. Michael North West y de St. Peter sin candidato. El Partido Progresista Unido (UPP), liderado por Lynette Eastmond, disputó veintitrés escaños. Por último, cuatro partidos pequeños: el Gobierno del Reino de Barbados (KGB), el Movimiento por la Integridad de Barbados (BIM), el Partido Conservador Progresista (PCP), y el Congreso Democrático Popular (PDC), establecieron la Coalición de Partidos Unidos (CUP), que disputó quince circunscripciones. Hubo a su vez ocho candidatos independientes.

## Campaña
El DLP lanzó su manifiesto electoral el 27 de abril de 2018, un día después de que Stuart anunciara públicamente la fecha de las elecciones y en consonancia con los sesenta y tres años cumplidos desde la fundación del partido en 1955. El mismo se tituló «The Next 50: Towards a Digital Economy» (en español: Los Próximos 50: Hacia una Economía Digital) y se centró en afirmar que las circunstancias económicas del país se debían a la crisis financiera global, y no a un fracaso en las políticas gubernamentales. El oficialismo defendió su historial de gobierno, asegurando un manejo adecuado de las finanzas públicas dentro de la situación global, citando el crecimiento económico durante ocho trimestres consecutivos, y exponiendo numerosas propuestas si el gobierno era reelegido para un tercer mandato. Con respecto a la industria agrícola, anunció el establecimiento de una nueva escuela de capacitación que incluyera nuevas instalaciones para cultivo, procesamiento de algodón, curado de carne, fabricación de chocolate y un laboratorio de normas alimentarias. Se comprometió también mejorar la autosuficiencia en productos alimenticios en un 50% para 2026, cuando se cumplieran seis décadas de la independencia del Reino Unido. Puso mayor énfasis en la importancia de que Barbados se adaptara a la «era digital» y propuso reformas educativas encaminadas a esto, junto con la proporción de doscientos profesores de matemáticas y doscientos especializados en lengua inglesa, así como el despliegue de especialistas en trabajo social para detectar conductas o actitudes sociales y psicológicas graves en los estudiantes. En materia sanitaria, propuso descriminalizar el uso de marihuana medicinal y la posesión de una cantidad mínima, creando una «Corte de Drogas» que se encargara de los asuntos relacionados con el abuso de sustancias.
Por su parte, el BLP presentó su manifiesto el 12 de mayo, doce días antes de las elecciones. El mismo se tituló «The People's Manifesto: Building the Best Barbados Together» (en español: El Manifiesto del Pueblo: Construyendo el Mejor Barbados Juntos) y se consideró extremadamente ambicioso. En materia de educación, prometía un nuevo esquema nacional de aprendizaje que garantizara una mayor oportunidad de empleo para los jóvenes, con todas las escuelas secundarias viéndose especializadas en algún tipo de disciplina, ya fuera un oficio o un arte; a cada alumno se le enseñaría a nadar, realizar primeros auxilios, hablar un idioma extranjero y se vería expuesto a una disciplina artística y deportiva; y se otorgaría matrícula gratuita en la Universidad de las Indias Occidentales. En materia de agricultura y energía, la transición a la energía renovable y la creación de una economía verde con bajas emisiones de carbono y uso eficiente de los recursos. En cuestiones económicas, el BLP propuso abolir el Impuesto Nacional de Responsabilidad Social (NSRL), reemplazar el impuesto de circulación por un impuesto más equitativo sobre los productos del petróleo y devolver el IVA al 15% en los primeros dieciocho meses de gobierno, además de otorgar un subsidio al costo de vida, promulgar leyes que reconocieran a los sindicatos e incrementar el salario mínimo de 6,25$ la hora a 8,00$. Con respecto a la salud, el BLP prometió al igual que el DLP legalizar el consumo de medicinal de marihuana y reglamentar la licencia por paternidad, así como comprar camiones nuevos para la recolección regular de basura. En transporte, propuso comprar nuevos autobuses y reparar los existentes, así como reconstruir carreteras dañadas.
Tanto figuras del DLP como el propio Owen Arthur en calidad de exmiembro del BLP mantuvieron una postura crítica para con la campaña de Mottley. Arthur declaró que el manifiesto difícilmente podía considerarse realista, pues la realización de todas las promesas del liderazgo de Mottley solo podrían llevarse a cabo con un gasto público desmedido, y que tal manifiesto «le permitirá al BLP ganar las elecciones, pero no gobernar adecuadamente el país». Mottley respondió a estas críticas afirmando que consideraba que estaba al alcance del partido cumplir con todo lo expresado en el manifiesto, mientras que sentía que las propuestas del DLP «carecían de visión». Asimismo, el asesor económico del BLP y candidato del partido en Christ Church East Central, Ryan Straughn, tildó de «broma» el manifiesto del DLP, denunciando que se trataba de una «lista de deseos», que no abordaba realmente los problemas económicos del país. Ambos partidos denunciaron filtraciones de los contenidos de sus respectivos manifiestos antes de los lanzamientos, cuestionando si el otro lado había tenido algo que ver.
En los últimos días previos a las elecciones, se desató un pequeño escándalo luego de que el ministro de Medio Ambiente y Drenaje Denis Stephenson Lowe, parlamentario del DLP por Christ Church East y candidato a la reelección, insultara a Mottley durante una concentración proselitista refiriéndose a ella como una «autoproclamada wicker» (cuya traducción literal del inglés sería «mimbre», habitualmente empleado en criollo bajan como término peyorativo para referirse a mujeres lesbianas). Lowe afirmó que a Mottley «no le atraen los hombres, salvo los que no tengan bolas, porque todos los hombres del BLP han sido castrados». Los rumores sobre la supuesta homosexualidad de Mottley fueron muy comunes entre sus contrincantes políticos durante la campaña, tanto fuera como dentro de las filas del BLP. El 23 de mayo, día previo a las elecciones, el expresidente de la Cámara de la Asamblea, Michael Carrington, instó a Mottley a declarar públicamente si era homosexual. Carrington fundamentó su insinuación en la necesidad de que la población supiera «qué estamos obteniendo como primera ministra», bajo la premisa de que «todos saben que nuestro primer ministro es anglicano». Muchas figuras del ámbito religioso apoyaron estas declaraciones, sugiriendo que Mottley tenía posturas progresistas «radicales», y que tenía intenciones de «legalizar el matrimonio entre personas del mismo sexo». El sacerdote católico Vibert Stephens condenó públicamente las agresiones contra Mottley, describiendo la sexualidad como «un asunto privado» y llamando a los instigadores a «ocuparse de sus propios asuntos».
La noche anterior al final de la campaña, la cantante e ícono del pop barbadense Rihanna respondió positivamente en Instagram al comentario de una amiga personal, Leandra Goodridge, en el que elogiaba a Mottley (quien había aparecido en las historias del sitioweb @Bajantube) como «la futura primera ministra». El sorpresivo «respaldo» de la cantante a la campaña electoral del BLP motivó reacciones por parte del público barbadense, y el partido publicó vídeos de Mottley horas más tarde agradeciendo a Rihanna y a Goodridge por «todo el amor, apoyo y bendiciones».

## Resultados

### Resultado general

Porcentaje por circunscripción del BLP.

Porcentaje por circunscripción del DLP.

El resultado fue una victoria rotunda para el Partido Laborista de Barbados, que logró imponerse en todas las circunscripciones y, en consecuencia, convertirse en la única fuerza política representada en el Parlamento. Se trató del mejor resultado histórico para el partido y la mayor victoria  jamás obtenida por una formación política en comicios generales, constituyendo la primera instancia en la historia electoral moderna de Barbados en la que un solo partido logró conseguir todos los escaños. Las victorias precedentes más cercanas fueron en 1999, cuando el BLP logró 26 escaños contra 2 del DLP, y en 1986, cuando el DLP logró 24 escaños contra 3 del BLP. Con respecto al voto popular, el BLP recogió el 72,83% de los sufragios válidamente emitidos, es decir unos 111.968 votos absolutos, convirtiéndose en el primer partido político en la historia nacional en recibir más de 100.000 votos, así como el primero en conseguir más de dos tercios de los votos emitidos, superando el 64,87% de 1999 como su mejor desempeño porcentual histórico. La propia Mottley fue la candidata con mejor desempeño electoral al recibir el 87,17% de los votos en St. Michael North East, un incremento de veinte puntos con respecto a 2013.
En contraste, el Partido Democrático Laborista registró su peor desempeño histórico y sufrió la derrota más aplastante para un gobierno en funciones desde la instauración del sufragio universal en el país. Dado que ninguno de sus candidatos resultó elegido, el DLP se vio fuera del legislativo barbandese por primera vez en toda su existencia. Muchos de sus parlamentarios en ejercicio que buscaban la reelección vieron perdidos hasta tres veces los votos obtenidos en las anteriores elecciones, y a nivel nacional obtuvo menos de la mitad del porcentaje de 2013, con solo un 22,10% de los votos (lo que sin embargo no fue su peor desempeño porcentual, correspondiendo este récord al 19,92% de su debut electoral en 1956). El propio primer ministro Freundel Stuart, que en las anteriores elecciones había retenido su escaño en St. Michael South con más del 64% de los votos, fue vencido y recibió solo el 26,73% contra el 69,96% de Kirk Humphrey, un desempeño que ni siquiera estuvo entre los más altos del partido. Se trató de la segunda instancia en la historia barbadense en la que un primer ministro perdió su escaño parlamentario (después de Harold Bernard St. John en 1986), y el porcentaje de votos más bajo para un gobernante en ejercicio en su propio distrito.
Solo cuatro candidatos del DLP, todos los cuales eran parlamentarios en ejercicio (Christopher Peter Sinckler en St. Michael North East, Michael Andrew Lashley en St. Phillip North, George Andrew Pilgrim en St. John y Denis Saint Elmo Kellman en St. Lucy), obtuvieron más del 30% de los votos y únicamente Sinckler (cuya circunscripción fue la única en la que solo el BLP y el DLP presentaron candidatos) superó el 40%. La pérdida del escaño de St. John fue un duro golpe para el DLP, pues representaba a dicha circunscripción ininterrumpidamente desde 1961 y había sido el escaño de dos de los cuatro primeros ministros del partido: su líder fundador Errol Barrow, y el predecesor de Stuart, David Thompson. La esposa de este último, Mara Thompson, era quien ocupaba el escaño desde la muerte de su marido y lo había ganado y retenido con márgenes abrumadores en los comicios parciales de 2011 y las elecciones generales de 2013. Otra pérdida mayor fue St. Lucy, su bastión más antiguo ubicado en el extremo norte del país y que había representado casi sin interrupción desde 1956, con una sola derrota en 1981. Tanto St. John como St. Lucy eran los únicos escaños del DLP que habían resistido victorias decisivas del BLP, como la de 1999. Ocho de los treinta candidatos del DLP recibieron menos del 16,67% de los votos y perdieron su depósito.
Los terceros partidos no se beneficiaron de la debacle del DLP, pues este conservó el segundo lugar en veintinueve de las treinta circunscripciones (con St. Joseph, en donde el postulante independiente Randall DaCosta Rouse superó al candidato del DLP Dennis DeCourcey Holder por unos pocos cientos de votos, como única excepción). El BLP recuperó o retuvo con facilidad los escaños en los que se postularon integrantes desertores de la formación. El ex primer ministro Owen Arthur, que ejercía como independiente, no se presentó a la reelección en St. Peter (escaño que ocupaba desde su victoria en comicios parciales en 1984) y fue sucedido por Colin Jordan, que obtuvo el 81,52%. Lynette Eastmond buscó recuperar la circunscripción de la Ciudad de Bridgetown con el recientemente fundado Partido Progresista Unido y fue abrumadoramente derrotada, quedando en cuarto puesto detrás del BLP, el DLP y Soluciones para Barbados, con solo 63 votos exactos. Todos los candidatos fuera del bipartidismo perdieron sus depósitos.
Por fuera de la cuestión partidaria, la elección significó la primera vez que una mujer fue elegida primera ministra de Barbados, y coexistiría con una gobernadora general (Sandra Mason) y una monarca (Isabel II) igualmente mujeres. Mottley fue secundada por Marsha Caddle, Sandra Husbands, Cynthia Forde (reelegida) y Santia Bradshaw (reelegida), dando como resultado el mayor número de mujeres electas para el Parlamento. Las cinco ejercieron como ministras en el gobierno de Mottley, el gabinete con mayor representación femenina en la historia del país.
|  | 72.83 % |

|  | 22.10 % |

|  | 2.72 % |

|  | 1.28 % |

|  | 0.23 % |

|  | 0.08 % |

|  | 0.04 % |

|  | 0.02 % |

|  | 0.01 % |

|  | 0.38 % |

|  | 0.69 % |

|  | 99.70 % |

|  | 0.30 % |

|  | 100.00 % |

|  | 60.27 % |

### Resultados por circunscripción
|  | 73.63 % |

|  | 21.00 % |

|  | 2.01 % |

|  | 1.67 % |

|  | 1.43 % |

|  | 0.26 % |

|  | 99.74 % |

|  | 0.26 % |

|  | 100.00 % |

|  | 55.22 % |

|  | 69.96 % |

|  | 26.73 % |

|  | 2.45 % |

|  | 1.34 % |

|  | 0.73 % |

|  | 99.58 % |

|  | 0.42 % |

|  | 100.00 % |

|  | 59.73 % |

|  | 71.49 % |

|  | 24.06 % |

|  | 2.27 % |

|  | 0.99 % |

|  | 0.78 % |

|  | 0.42 % |

|  | 99.64 % |

|  | 0.36 % |

|  | 100.00 % |

|  | 58.62 % |

|  | 67.61 % |

|  | 25.84 % |

|  | 4.65 % |

|  | 1.90 % |

|  | 99.58 % |

|  | 0.42 % |

|  | 100.00 % |

|  | 59.90 % |

|  | 73.63 % |

|  | 23.49 % |

|  | 1.72 % |

|  | 1.55 % |

|  | 0.50 % |

|  | 99.68 % |

|  | 0.32 % |

|  | 100.00 % |

|  | 58.64 % |

|  | 75.56 % |

|  | 21.84 % |

|  | 2.09 % |

|  | 0.52 % |

|  | 99.58 % |

|  | 0.42 % |

|  | 100.00 % |

|  | 58.48 % |

|  | 87.17 % |

|  | 9.57 % |

|  | 2.55 % |

|  | 0.71 % |

|  | 99.79 % |

|  | 0.21 % |

|  | 100.00 % |

|  | 62.98 % |

|  | 72.34 % |

|  | 23.28 % |

|  | 2.04 % |

|  | 1.48 % |

|  | 0.56 % |

|  | 0.15 % |

|  | 99.79 % |

|  | 0.21 % |

|  | 100.00 % |

|  | 56.80 % |

|  | 55.56 % |

|  | 44.44 % |

|  | 99.79 % |

|  | 0.21 % |

|  | 100.00 % |

|  | 62.81 % |

|  | 76.82 % |

|  | 20.68 % |

|  | 1.31 % |

|  | 1.08 % |

|  | 0.76 % |

|  | 99.62 % |

|  | 0.38 % |

|  | 100.00 % |

|  | 58.54 % |

|  | 79.19 % |

|  | 20.81 % |

|  | 3.01 % |

|  | 1.11 % |

|  | 0.70 % |

|  | 99.73 % |

|  | 0.27 % |

|  | 100.00 % |

|  | 55.83 % |

|  | 69.56 % |

|  | 17.14 % |

|  | 13.30 % |

|  | 99.75 % |

|  | 0.25 % |

|  | 100.00 % |

|  | 53.06 % |

|  | 74.30 % |

|  | 21.60 % |

|  | 3.25 % |

|  | 0.86 % |

|  | 99.71 % |

|  | 0.29 % |

|  | 100.00 % |

|  | 58.40 % |

|  | 70.43 % |

|  | 25.50 % |

|  | 2.53 % |

|  | 0.64 % |

|  | 0.59 % |

|  | 0.32 % |

|  | 99.70 % |

|  | 0.20 % |

|  | 100.00 % |

|  | 51.99 % |

|  | 73.92 % |

|  | 22.52 % |

|  | 2.69 % |

|  | 0.88 % |

|  | 99.65 % |

|  | 0.35 % |

|  | 100.00 % |

|  | 61.80 % |

|  | 64.20 % |

|  | 35.80 % |

|  | 3.61 % |

|  | 1.63 % |

|  | 99.48 % |

|  | 0.52 % |

|  | 100.00 % |

|  | 57.34 % |

|  | 71.09 % |

|  | 24.22 % |

|  | 3.65 % |

|  | 1.94 % |

|  | 0.60 % |

|  | 99.74 % |

|  | 0.26 % |

|  | 100.00 % |

|  | 57.57 % |

|  | 66.93 % |

|  | 29.79 % |

|  | 3.28 % |

|  | 99.71 % |

|  | 0.29 % |

|  | 100.00 % |

|  | 64.21 % |

|  | 80.84 % |

|  | 12.60 % |

|  | 4.47 % |

|  | 2.10 % |

|  | 99.85 % |

|  | 0.15 % |

|  | 100.00 % |

|  | 62.20 % |

|  | 79.35 % |

|  | 17.02 % |

|  | 2.86 % |

|  | 1.02 % |

|  | 0.50 % |

|  | 99.75 % |

|  | 0.25 % |

|  | 100.00 % |

|  | 65.43 % |

|  | 57.90 % |

|  | 31.02 % |

|  | 5.98 % |

|  | 1.67 % |

|  | 3.01 % |

|  | 0.43 % |

|  | 99.61 % |

|  | 0.39 % |

|  | 100.00 % |

|  | 59.85 % |

|  | 70.59 % |

|  | 14.57 % |

|  | 12.24 % |

|  | 2.60 % |

|  | 99.73 % |

|  | 0.27 % |

|  | 100.00 % |

|  | 61.78 % |

|  | 85.69 % |

|  | 10.80 % |

|  | 3.50 % |

|  | 99.76 % |

|  | 0.24 % |

|  | 100.00 % |

|  | 58.76 % |

|  | 83.73 % |

|  | 13.34 % |

|  | 1.71 % |

|  | 1.22 % |

|  | 99.64 % |

|  | 0.36 % |

|  | 100.00 % |

|  | 58.27 % |

|  | 67.10 % |

|  | 29.44 % |

|  | 1.75 % |

|  | 1.71 % |

|  | 99.70 % |

|  | 0.30 % |

|  | 100.00 % |

|  | 60.17 % |

|  | 78.20 % |

|  | 16.03 % |

|  | 2.69 % |

|  | 1.40 % |

|  | 1.07 % |

|  | 0.61 % |

|  | 99.87 % |

|  | 0.13 % |

|  | 100.00 % |

|  | 56.83 % |

|  | 81.52 % |

|  | 16.03 % |

|  | 2.45 % |

|  | 99.82 % |

|  | 0.18 % |

|  | 100.00 % |

|  | 64.43 % |

|  | 73.77 % |

|  | 22.93 % |

|  | 1.44 % |

|  | 1.12 % |

|  | 0.74 % |

|  | 99.76 % |

|  | 0.24 % |

|  | 100.00 % |

|  | 63.19 % |

|  | 65.24 % |

|  | 31.12 % |

|  | 2.03 % |

|  | 1.16 % |

|  | 0.45 % |

|  | 99.73 % |

|  | 0.27 % |

|  | 100.00 % |

|  | 65.80 % |

## Consecuencias

### Formación del gobierno
Stuart reconoció la derrota a las 4:00 de la madrugada del 25 de mayo. Mottley concedió un discurso de victoria ante sus partidarios poco después, afirmando que su principal prioridad sería la formación del gabinete el mismo lunes luego de las elecciones. Fue juramentada a las 12:25 ante la gobernadora general Sandra Mason. El gabinete, compuesto por veintiséis ministerios, fue anunciado finalmente el 26 de mayo. Además, se anunciaron dos secretarios parlamentarios y dos embajadores especiales que podrían asistir a las reuniones del gabinete. Mason justificó el abultado tamaño del gabinete en la amplitud del mandato recibido, y en la idoneidad de los parlamentarios electos. Los miembros del gabinete prestaron juramento al día siguiente. Arthur Holder, que era miembro del Parlamento elegido por primera vez, fue elegido presidente de la Cámara de la Asamblea, con Gline Clarke como vicepresidente. La doctora Sonia Browne, que también ejercía su primer mandato parlamentario, asumió como presidenta de los comités. Richard Cheltenham, un antiguo miembro del BLP que había ejercido como ministro en los gobiernos laboristas de la década de 1990, fue elegido presidente del Senado luego de su conformación, con Rudolph Greenidge como adjunto.

### Liderazgo de la Oposición

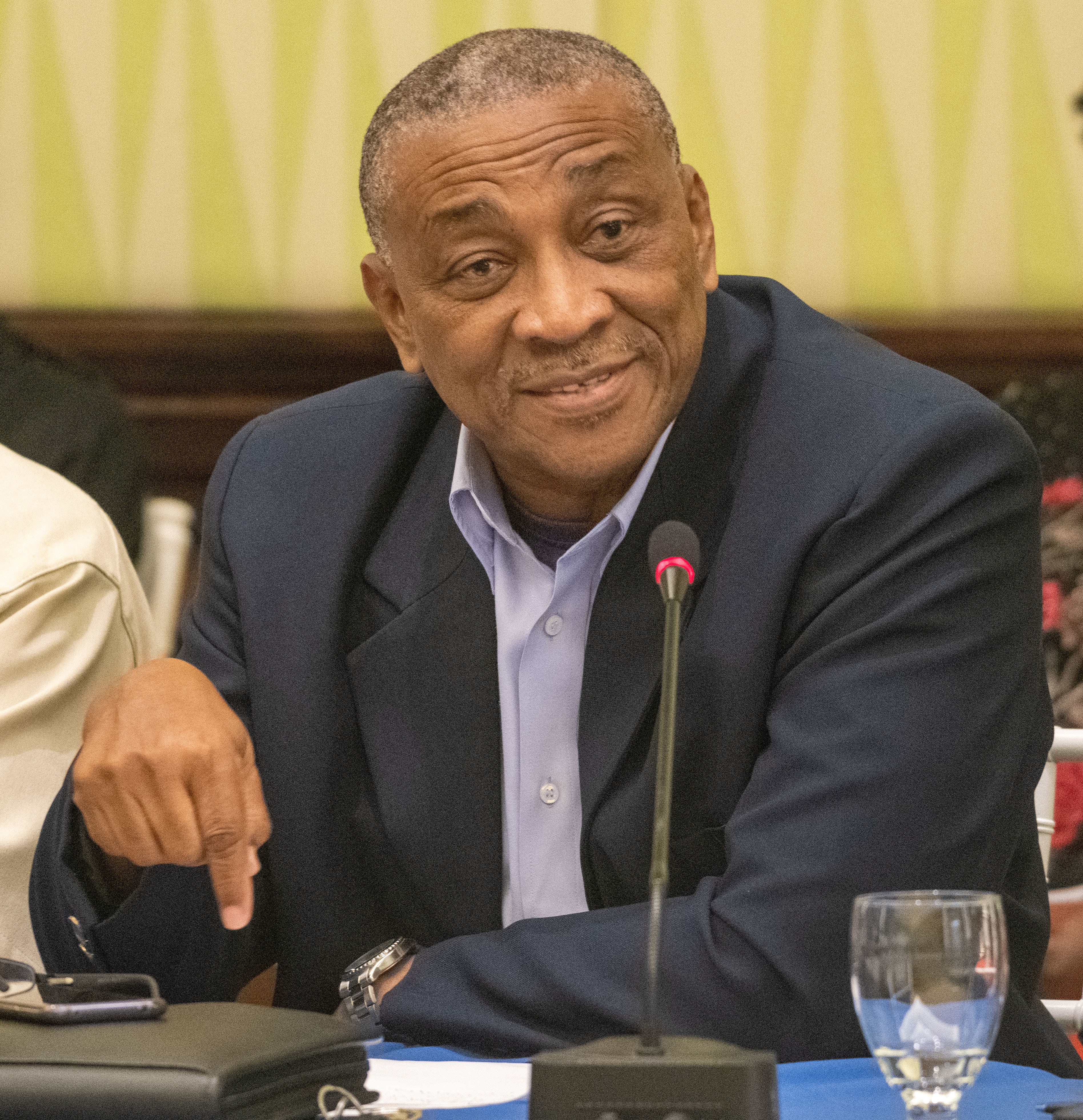
Joseph Atherley abandonó el BLP para asumir como líder de la Oposición una semana después de las elecciones.

El hecho de que el BLP hubiera obtenido todos los escaños, una instancia que ya había ocurrido varias veces en otros países del Caribe anglófono con un sistema electoral similar (como Granada) pero que no contaba con precedente histórico en Barbados, provocó discusiones sobre los apartados constitucionales que estipulaban el papel de la oposición política. El artículo 74 de la constitución establece que: «habrá un líder de la Oposición, que será designado por el Gobernador General», y que este tiene que ser una persona que, a juicio del jefe de Estado, pueda reunir la confianza de la mayoría de los parlamentarios no oficialistas. Aunque la constitución estipula que tal nombramiento no sería necesario de darse una circunstancia en la que «el Gobernador General considere que no existe una persona entre los parlamentarios que no apoyen al gobierno capaz de reunir la confianza mayoritaria de estos», no señala en particular la eventualidad de que no hubiera ningún parlamentario opositor electo. La ausencia de un líder de la Oposición impedía también la designación de los dos representantes de la minoría en el Senado, dejando incompleta a la cámara alta.
Una semana después de las elecciones, el 31 de mayo de 2018, el reverendo Joseph Atherley, parlamentario por St. Michael West y exministro del gobierno de Owen Arthur, anunció a Mia Mottley que abandonaba el BLP y que se pasaría a la oposición como independiente. Atherley, el primer ministro religioso en ejercer como miembro del Parlamento de Barbados y exponente del sector más socialmente conservador del partido, había ocupado su escaño previamente entre 1999 y 2008 antes de perderlo ante Michael Carrington (dirigente del DLP que había ejercido como presidente de la Cámara durante el período anterior), y lo había recuperado por amplia diferencia luego de dos intentos fallidos. Atherley justificó su decisión de abandonar el BLP en que Mottley lo había «marginado» de la formación del gobierno y no lo había tenido en cuenta, decisión que se había tomado como un ataque personal. El 1 de junio, al día siguiente de su deserción, Atherley prestó juramento como líder de la Oposición, y designó a los igualmente independientes Crystal Drakes y Caswell Franklyn como representantes de la minoría en el Senado.
Dado que el líder de la Oposición, como cargo parlamentario oficial, goza de un salario particular superior (129,000 dólares barbadenses) y una serie de privilegios y prerrogativas parlamentarias, el movimiento de Atherley fue duramente criticado por la mayor parte del arco político, que consideró esto como un acto de oportunismo.  Atherley descartó estas críticas y declaró su intención de sostener el debate y la democracia parlamentaria en Barbados en un legislativo casi totalmente oficialista. A partir de noviembre de 2018, confirmó las discusiones para fundar un partido político propio, y en junio de 2019 fundó finalmente el Partido del Pueblo por la Democracia y el Desarrollo (PdP), del que también formaron parte Drakes y Franklyn. Se trató de la segunda instancia en la que el liderazgo de la Oposición no correspondió al líder del BLP o del DLP debido a un movimiento parlamentario, con el precedente de la fundación del Partido Nacional Democrático a finales de la década de 1980, el cual perdió toda su representación en 1991, luego de un solo mandato.